# 2020 en Afrique
Liste d'évènements de l'année 2020 en Afrique, sauf dans les pays ayant leur propre article :
Burkina Faso, Burundi, Cameroun, Égypte, Éthiopie, Libye, Malawi, Mali, Niger, Nigeria, Soudan, Tchad, Tunisie.

## Événements

### Janvier
- 16 au 26 janvier : Championnat d'Afrique des nations masculin de handball 2020.
- 19 janvier : élections législatives aux Comores (1er tour)[1].

### Février
- Tout le mois : invasion de criquets en Afrique de l'Est
- 10 février : la Corne de l'Afrique subit depuis janvier la pire invasion de criquets pèlerins depuis des décennies. La FAO et le Bureau de la coordination des affaires humanitaires des Nations unies (OCHA) lancent un appel pour un soutien de 76 millions de dollars à la région[2].
- 22 février : élection présidentielle au Togo, Faure Gnassingbé est réélu.
- 23 février : élections législatives aux Comores (2e tour)[3].

### Mars
- 22 mars : élections législatives et référendum constitutionnel en Guinée.

### Avril
- 10 avril :
  - En République démocratique du Congo, dans un revers majeur pour les efforts visant à déclarer la fin de l'épidémie d'ebola, la République démocratique du Congo signale le premier cas d'Ebola depuis février 2020. L'épidémie a tué plus de 2 200 personnes depuis août 2018[4].

### Mai
- 4 mai : une équipe de scientifiques britanniques et kényans annonce dans Nature Communications la découverte en septembre 2019 de Microsporidia MB, un microbe parasite de la division des champignons microsporidia qui empêche les moustiques de transporter la malaria ; l'équipe pense qu'il peut potentiellement être utilisé pour contrôler la malaria, s'ils parviennent à comprendre comment le microbe se répand et comment il bloque la maladie[5],[6].
- 16 mai : Félicien Kabuga, un des hommes les plus recherchés au monde car très fortement soupçonné d'avoir été le financier du Génocide des Tutsi au Rwanda en équipant les milices qui l'ont commis en 1994, est arrêté à Asnières-sur-Seine en France[7].
- 17 mai : élections municipales au Bénin.
- 19 mai :
  - le parlement du Lesotho accepte la démission de Tom Thabane, il est remplacé par le ministre des Finances Moeketsi Majoro en tant que Premier ministre par intérim ;
  - réapparition du guépard saharien dans le Parc culturel de l'Ahaggar en Algérie après 10 ans d'absence[8].
- 27 mai : le gouvernement algérien rappelle son ambassadeur en France, après la diffusion de deux documentaires sur le Hirak sur les chaînes publiques France 5 et La Chaîne parlementaire[9].

### Juin
- 10 juin : attaque de Kafolo en Côte d'Ivoire.
- 13 juin :
  - le gouvernement de Somalie reconnaît Ahmed Madobe comme président de la région semi-autonome de Jubaland, mettant fin à la fois à la crise militaire entre les troupes du gouvernement central de Somalie et celles du Jubaland, et la crise diplomatiques entre les gouvernements de Somalie et du Kenya[10].
- 23 juin :
  - fin de l'accord de Cotonou ;
  - la chambre basse du Parlement du Gabon votent la dépénalisation de l'homosexualité, ce qui autorise aux personnes homosexuelles de pouvoir l'assumer sans être inquiétées par la loi[11].

### Juillet
- 1er juillet : début de mise en œuvre de l'eco, monnaie unique appelée à remplacer à terme, parmi les pays membres de la Cédéao[12], le Franc CFA (UEMOA) et d'autres devises.
- 8 juillet : le Premier ministre ivoirien Amadou Gon Coulibaly, et candidat à l'élection présidentielle ivoirienne d'octobre meurt dans l'exercice de ses fonctions des suites d'un malaise (il avait des antécédents cardiaques et portait notamment un stent).
- 11 juillet : en Afrique du Sud, un groupe d'hommes armés attaque et incendie des véhicules devant l'Église sainte internationale pentecôtiste à Zuurbekom (banlieue ouest de Johannesburg) tuant 5 personnes, et prend de force les locaux de l’Église, avant que la police n'intervienne et arrête 41 personnes (dont 6 hospitalisées après avoir été blessées par balles) dont des policiers, des militaires et du personnel pénitencier hors-service[13] ; l'hypothèse privilégiée par les enquêteurs est que cette attaque est liée aux querelles qui opposent deux courants pentecôtistes opposés au sein de cette Église qui veulent tous les deux en prendre le contrôle depuis la mort de son fondateur Comforter Glayton Modise en 2016[13].
- 16 juillet : Rose Christiane Ossouka Raponda succède à Julien Nkoghe Bekalé comme Première ministre du Gabon.

### Août
- 6 août : l'île Maurice est touchée par une marée noire.
- 14 août : publication dans Science de la datation d'une litière faite d'un tapis de cendres et de plantes, découverte dans la grotte Border Cave (Afrique du Sud), estimée à environ 200 000 ans, ce qui en fait la plus vieille couche construite de la main de l'homme connue[14],[15].
- 16 août : attentat à Mogadiscio en Somalie.
- 25 août :
  - l'Organisation mondiale de la santé déclare la poliomyélite officiellement éradiquée d'Afrique, il ne reste alors plus de deux pays dans le monde a connaître un faible nombre de nouvelles contaminations, l'Afghanistan (29 cas en 2020) et le Pakistan (58 cas)[16] ;
  - le Togo devient le premier pays africain à éradiquer la maladie du sommeil de son territoire[16] ;
  - l'épidémie de rougeole en République démocratique du Congo qui a tué environ 7 000 enfants en 25 mois est officiellement terminée[16] ;
  - un affrontement armé a lieu dans la Province de Rumonge au Burundi qui fait 15 morts, un groupe armé nommé Red Tabara, basé à Kivu en RDC revendique ces attaques, et proclame que l'élection de Évariste Ndayishimiye en mai dernier est une farce[17]
- 31 août : le rappeur et entrepreneur Akon et le ministre sénégalais du tourisme Alioune Sarr posent la première pierre d'Akon City, proche de Mbodiène au Sénégal[18].

### Octobre
- 3 octobre :
  - le parquet fédéral belge et le parquet rwandais ont déclaré que trois personnes étaient soupçonnées d'avoir participé au génocide rwandais en 1994. Deux ont été arrêtés le 29 septembre 2020 à Bruxelles et un le 30 septembre 2020 dans la province de Hainaut, dans deux affaires différentes, et tous les trois accusés de « violations graves du droit humanitaire »[19].
- 18 octobre : élection présidentielle en Guinée, la commission électorale annonce que le président sortant, Alpha Condé a gagné l'élection avec 59,49 % des voix, remportant ainsi un troisième mandat. Son principal opposant, Cellou Dalein Diallo, a obtenu 33,5 % des suffrages, selon la commission électorale[20].
- 21 octobre : l'ONU annonce que Félicien Kabuga, soupçonné d'avoir été le principal financier du génocide rwandais, va être transféré dans une cellule de détention à La Haye dans l'attente d'un examen médical et de son procès devant le Mécanisme pour les Tribunaux pénaux internationaux (MTPI), géré par les Nations unies.
- 22 au 24 octobre : élection présidentielle et élections législatives aux Seychelles, L'élection est remportée dès le premier tour par le candidat de l'opposition, Wavel Ramkalawan, conduisant à la première alternance au poste de président depuis l'indépendance des Seychelles[21].
- 28 octobre : élections législatives et élection présidentielle en Tanzanie, John Magufuli est réélu.
- 31 octobre : élection présidentielle en Côte d'Ivoire[22], Alassane Ouattara est réélu.

### Novembre
- 1er novembre : référendum constitutionnel en Algérie.
- 13 novembre : le Maroc annonce avoir lancé une opération militaire dans la zone tampon de Guerguerat, près de la Mauritanie, en dénonçant « les provocations du Polisario » au Sahara occidental, dans un contexte de tensions croissantes autour de l’ancienne colonie espagnole au statut toujours indéfini[23].
- 25 novembre : élections municipales et régionales en Namibie.

### Décembre
- 7 décembre : élection présidentielle et élections législatives au Ghana.
- 8 décembre : élections sénatoriales et référendum constitutionnel au Liberia.
- 11 décembre : élections sénatoriales à Madagascar ;
- 27 décembre : élections législatives et élection présidentielle en Centrafrique, Faustin-Archange Touadéra est réélu ;